# Shots Studios
Shots Studios，简称Shots，是一间专门制作網路喜剧影片的娱乐公司，内容主要针对千禧一代，制作的影片通过MCN發表在Youtube上。公司位于美国加州三藩市。Shots的前身是一间手机社群应用的公司。
约翰·沙希迪（John Shahidi) 和山姆•沙希迪（Sam Shahidi）是该公司的联合创始人。约翰担任首席执行官。

## 发展历史
Shots工作室是由约翰·沙希迪和山姆·沙希迪两兄弟在2009年建立的。当初名为 RockLive，在2016年改名为Shots Studios。
在2012年，该公司从 Shervin Pishevar, 拳击手 Floyd Mayweather, 早期苹果雇员 Tom McInerney 以及 NALA 投资获得160万美元的融资。
2015年4月，Shots拿到了第二轮融资。融资金额为850万美元，由中国 VC WI Harper领投，Launch Fund、Upfront Ventures、500 Startups，音乐制作人 Rodney Jerkins、Major League Baseball 投资团队参投。 同年的9月，Shots工作室得到另外一轮由 DCM Ventures 领投的400万美元融资，累积融资金额达到1520万美元。
2014年，Twitter 首席财务官安东尼奥•诺托(Anthony Noto)意外将一条私密消息错发成公开推文，不小心泄露了该公司有意收购 Shots 的计划， 但 Twitter 的一名发言人表示，不会对传闻或猜测置评。Shots 也未对此消息发表评论。
2016年，Shots收购了音乐錄影应用程式 Mindie，计划将其制作音乐录影带的功能运用到未来的功能开发和增强影片拍摄的趣味性等方面。
2016年，Shots从手机应用公司转型为影像制作公司。美国网红Rudy Mancuso，有美国Papi酱之称的Lele Pons等均是Shots的艺人。

## 旗下藝人
| 藝人          | 藝人            | 性別 | 性質      | 訂閱人數 截至2018年4月26日 |
| 中文          | 英文            | 性別 | 性質      | 訂閱人數 截至2018年4月26日 |
| ------------- | --------------- | ---- | --------- | -------------------------- |
| 阿萊索        | Alesso          | 男   | DJ        | 150萬+                     |
| 雅妮塔        | Anitta          | 女   | 歌手+實況 | 850萬+                     |
| 安瓦爾·吉伯威 | Anwar Jibawi    | 男   | 娛樂      | 250萬+                     |
| 尷尬布偶      | Awkward Puppets | 男   | 娛樂      | 70萬+                      |
| 漢娜·斯托爾金 | Hannah Stocking | 女   | 娛樂      | 300萬+                     |
| 麗麗·旁斯     | Lele Pons       | 女   | 娛樂      | 900萬+                     |
| 魯迪·曼庫索   | Rudy Mancuso    | 男   | 歌手+娛樂 | 400萬+                     |